# Novoukraïnka
Novoukraïnka (en ucraïnès Новоукраїнка) és una ciutat de la província de Kirovohrad, Ucraïna. El 2021 tenia 16.338 habitants.